# Begarden

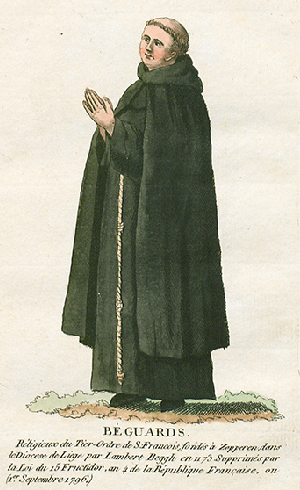
Begarde

Begarden waren männliche Angehörige von religiösen Laiengemeinschaften im Mittelalter.

## Geschichte
Seit Mitte des 13. Jahrhunderts wurden einzelne Begarden und deren Gemeinschaften erwähnt. Diese strebten nach einem religiösen Leben im Geiste der Devotio moderna, mit Gebet und karitativen Tätigkeiten in der Krankenpflege und Totendiensten, ähnlich wie die Beginen. In ihren religiösen Ansichten standen sie anderen freigeistigen Bewegungen wie den Amalrikanern, Fraticellen, Lollarden und Brüdern vom freien Geiste nahe.
1311 wurden auf dem Konzil von Vienne einige dieser Ansichten verurteilt, ebenso in weiteren Beschlüssen und Bullen. Es kam darauf zu Verfolgungen in einigen Städten (Köln, Straßburg, Magdeburg), sowie zu einzelnen Verbrennungen (Köln, Konstanz, Speyer, Nordhausen). Einige Gemeinschaften blieben dennoch weiter bestehen und wurden bei rechtgläubigem Handeln durch eine päpstliche Bulle geschützt. Andere bildeten seit etwa 1450 den Alexianerorden, der dann von der katholischen Kirche anerkannt wurde und bis in die Gegenwart besteht.
Seit etwa 1500 lösten sich die letzten Begardengemeinschaften in den deutschsprachigen Gebieten auf oder traten anderen Orden bei.

## Strukturen
Über die Strukturen der Begarden gibt es nur wenige Informationen. Sie lebten gemeinschaftlich in einem Haus, in einigen Städten in der Nähe von Beginengemeinschaften (Rostock). In Flandern gab es in einigen Gemeinschaften Vorsteher und Prokuratoren (außenstehende Verantwortliche). Übergeordnete Strukturen gab es nicht.

## Verbreitung
Es sind nur sehr wenige Begardengemeinschaften bekannt. Diese befanden sich vor allem im nördlichen Frankreich, in Flandern und in den wichtigen rheinischen Städten wie Köln, Aachen, Speyer, Konstanz, aber auch in Magdeburg, Rostock und bei Thorn in Polnisch-Preußen.
- Begardenkloster Roermond, Limburg (NL)
- Lungenbrüder Köln
- Olivandenhof, Köln
- Begardenhaus Aachen
- Begardenhaus Neuss
- Begardenhaus Rostock
- Begardenkloster Kaszczorek bei Thorn, 1321 durch den Bischof von Kujawien vertrieben[2][3]